# Hermacha iricolor
Hermacha iricolor là một loài nhện trong họ Nemesiidae.
Hermacha iricolor được miêu tả năm 1923 bởi Mello-Leitão.